# Agricultura als Estats Units

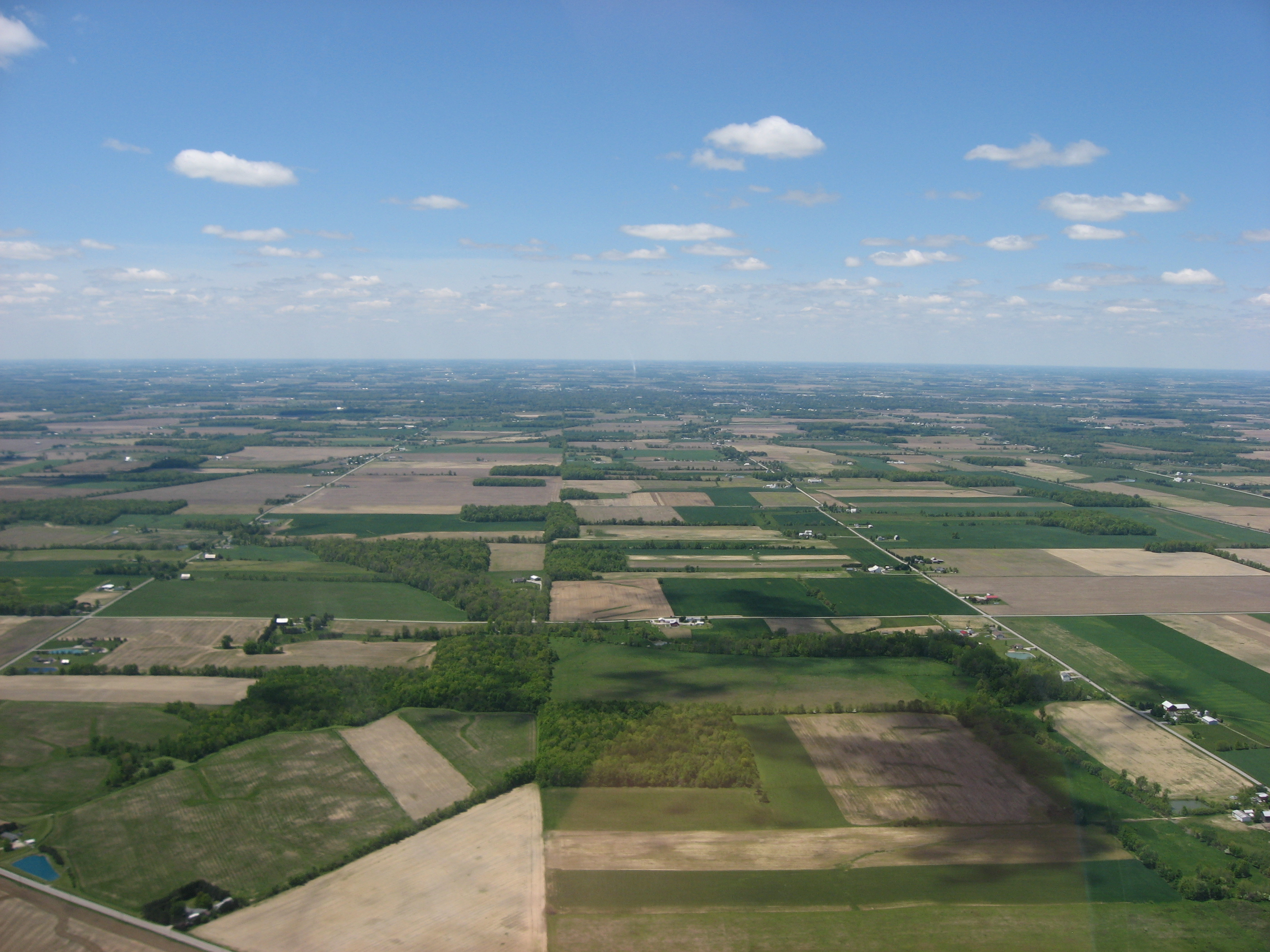
Gran part del centre dels Estats Units està ocupat per terres llaurables relativament planes, fotografia del nord-est d'Ohio

L'agricultura als Estats Units és una de les activitats econòmiques més importants i els Estats Units són exportadors nets d'aliments.En el cens d'agricultura del 2007 i figuren 2,2 milions d'explotacions agrícoles ocupant una superfície de 3.730.000 km² (922 milions d'acres), amb una mitjana de 169 hectàrees (418 acres) per explotació agrícola. Només un 2-3% de la població està directament ocupada en l'agricultura.

## Història

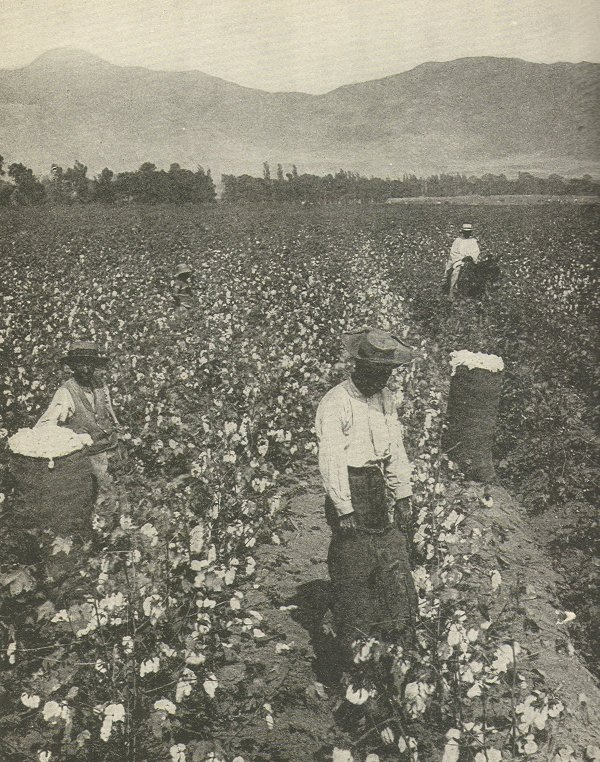
Plantació de cotó l'any 1921

Els pobles indígenes dels Estats Units cultivaven principalment dacsa, tomàquets, patates, cacauets i llavors de gira-sol. En la ramaderia destacava el gall d'indi.
Els colonitzadors portaren d'Europa espècies d'animals noves que van causar una gran impacte sobre el paisatge desplaçant les espècies natives de les pastures i introduint accidentalment noves espècies de males herbes.
Les noves pràctiques agrícoles i ramaderes comportaren una extensa desforestació i en algunes zones l'erosió del sòl i la disminució de la seva fertilitat.
L'agricultura es va anar expandint des de l'est a l'oest dels Estats Units. En les zones massa fredes per al moresc s'hi ha sembrar principalment blat. En la zona de l'Oest Mitjà (Midwest) va ser típic conrear el moresc i alimentar amb ell als porcs especialment pel fet que a l'hivern era difícil transportar al moresc als centres de consum. La producció lletera amb vaques tenia lloc en zones amb una agricultura més diversificada. A les zones més càlides s'hi van fer plantacions de cotó i amb ramats de bovins de carn. En la zona sud del país durant l'era colonial era comuna l'agricultura de plantació amb tabac o cotó i usant el treball dels esclaus fins al final de la Guerra Civil Nord-americana. Al Midwest l'esclavitud ja havia estat prohibida des de la Freedom Ordinance de l'any 1787.
Amb l'àmplia introducció de l'agricultura científica a partir de la meitat del segle XX i va haver una gran millora econòmica. Això va estar facilitat per les lleis com la Morrill Act i la Hatch Act de 1887 la qual fundà a cadascun dels estats dels Estats Units una land-grant university i un sistema federal d'agricultural experiment station i xarxes de cooperative extension amb agents d'extensió agrària a cada estat.
La soia no va serà àmpliament cultivada als Estats Units fins a la dècada de 1950, la soia va substituir la civada i el blat.
L'agricultura dels Estats Units va ser pionera, a partir de la ècada de 1930, en incorporar mesures a gran escala contra l'erosió del sòl.

## Principals productes agrícoles

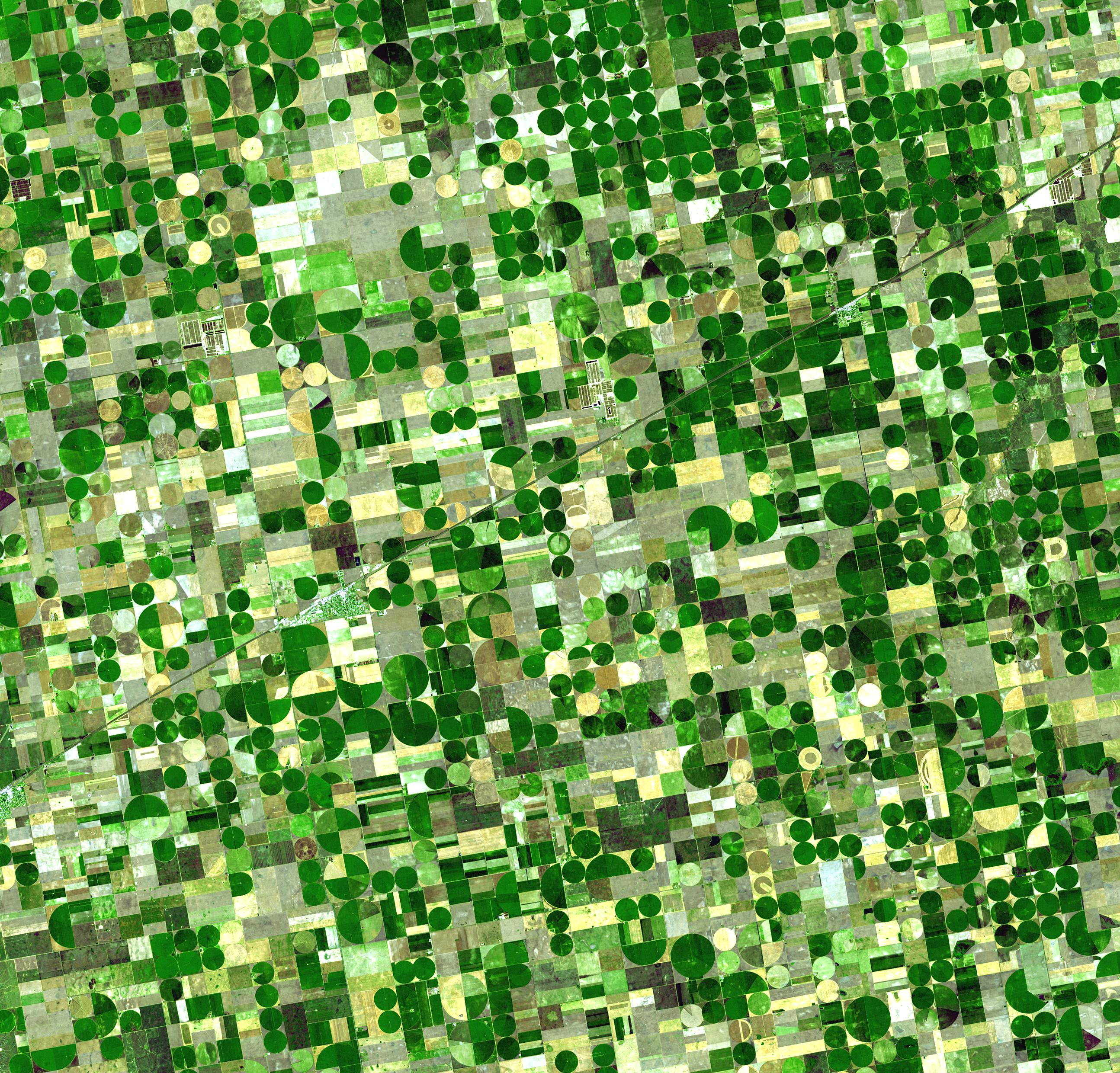
Imatge de satèl·lit de camps regats per pivot central a Kansas.

Volum en tones mètriques dels principals productes agrícoles dels Estats Units (FAO 2003):
| 1   | Blat de moro        | 256.900.000 |
| 2.  | Carn de boví        | 11.736.000  |
| 3.  | Llet de vaca        | 78.155.000  |
| 4.  | Carn de pollastre   | 15.006.000  |
| 5.  | Llavors de soia     | 65.800.000  |
| 6.  | carn de porc        | 8.574.000   |
| 7.  | Blat                | 63.590.000  |
| 8.  | Fibra de cotó       | 3.968.000   |
| 9.  | Ous de gallina      | 5.141.000   |
| 10. | Carn de gall d'indi | 2.584.000   |
| 11. | Tomàquets           | 12.275.000  |
| 12. | Patates             | 20.820.000  |
| 13. | raïm                | 6.126.000   |
| 14. | Taronja             | 10.473.000  |
| 15. | Arròs               | 9.034.000   |
| 16. | Poma                | 4.242.000   |
| 17. | Sorgo               | 10.446.000  |
| 18. | Enciam              | 4.490.000   |
| 19. | Oli de cotó         | 6.073.000   |
| 20. | Remolatxa sucrera   | 27.760.000  |